# Hold Your Fire
| Оценки критиков               | Оценки критиков |
| Источник                      | Оценка          |
| ----------------------------- | --------------- |
| Allmusic                      | [ 3 ]           |
| Metal Storm                   | (7.7/10)        |
| The Rolling Stone Album Guide | [ 5 ]           |

Hold Your Fire — двенадцатый студийный альбом канадской рок-группы Rush, был издан в 1987 году. Он стал последней работой группы изданной на лейблах PolyGram/Mercury, которые регулярно выпускали диски группы за пределами Канады.
На этой пластинке Rush продолжили эксперименты с новыми музыкальными направлениями. Композиция «Tai Shan» была написана под влиянием классической китайской музыки, её название ссылается на гору Тайшань в китайской провинции Шаньдун. Ударник Нил Пирт совершил путешествие к этой горе на велосипеде во время пребывания в Китае. Бас-гитаристка и вокалистка группы 'Til Tuesday Эйми Манн исполнила бэк-вокал в песнях «Open Secrets» и «Time Stand Still», её также можно увидеть на видео к последней. Кроме того, смех Манн можно услышать в начале «Force Ten», также реверсный семпл её вокала использовался в треке «Tai Shan».

## Список композиций
Все тексты написаны Нилом Пиртом, кроме «Force Ten» — Пирт и Пай Дюбуа, вся музыка написана Алексом Лайфсоном и Гедди Ли.
| №   | Название           | Автор(ы)     | {{{extra_column}}} | Длительность |
| --- | ------------------ | ------------ | ------------------ | ------------ |
| 1.  | «Force Ten»        |              |                    | 4:31         |
| 2.  | «Time Stand Still» | Lee, Lifeson | Peart              | 5:09         |
| 3.  | «Open Secrets»     |              |                    | 5:38         |
| 4.  | «Second Nature»    |              |                    | 4:36         |
| 5.  | «Prime Mover»      |              |                    | 5:19         |
| 6.  | «Lock and Key»     |              |                    | 5:09         |
| 7.  | «Mission»          |              |                    | 5:16         |
| 8.  | «Turn the Page»    |              |                    | 4:55         |
| 9.  | «Tai Shan»         |              |                    | 4:15         |
| 10. | «High Water»       |              |                    | 5:33         |

## В записи участвовали

### Rush
- Гедди Ли — вокал, бас-гитара, синтезаторы
- Алекс Лайфсон — гитары (электрогитара и акустическая)
- Нил Пирт — ударные, перкуссия

### Доп. музыканты
- Эйми Манн — дополнительный вокал
- Энди Ричардс — дополнительные клавишные, программирование синтезаторов
- Стивен Маргошес — аранжировка струнных, дирижёр
- The William Faery Engineering Brass Band, аранжировщик и дирижёр — Эндрю Джекман

### Тех. персонал
- Питер Коллинз — продюсирование, аранжировки
- Джеймс 'Джимбо' Бёртон — звукоинженер
- Боб Людвиг — мастеринг
- Хью Сайм — дизайн обложки
- Глен Векслер — фотографии

## Хит-парады
| Хит-парад (1987)      | Высшая позиция |
| --------------------- | -------------- |
| Billboard 200         | 13             |
| RPM100 Albums         | 9              |
| UK Album Chart        | 10             |
| German Album Chart    | 34             |
| Swedish Album Chart   | 21             |
| GfK Dutch Album Chart | 40             |

## Сертификация
| Страна         | Организация | Статус               |
| США            | RIAA        | Золотой (500,000)    |
| Канада         | CRIA        | Платиновый (100,000) |
| Великобритания | BPI         | Серебряный (60,000)  |